# Canthon quadriguttatus
Canthon quadriguttatus là một loài bọ cánh cứng trong họ Bọ hung (Scarabaeidae).